# Karl Heinrich Schwarzkopf

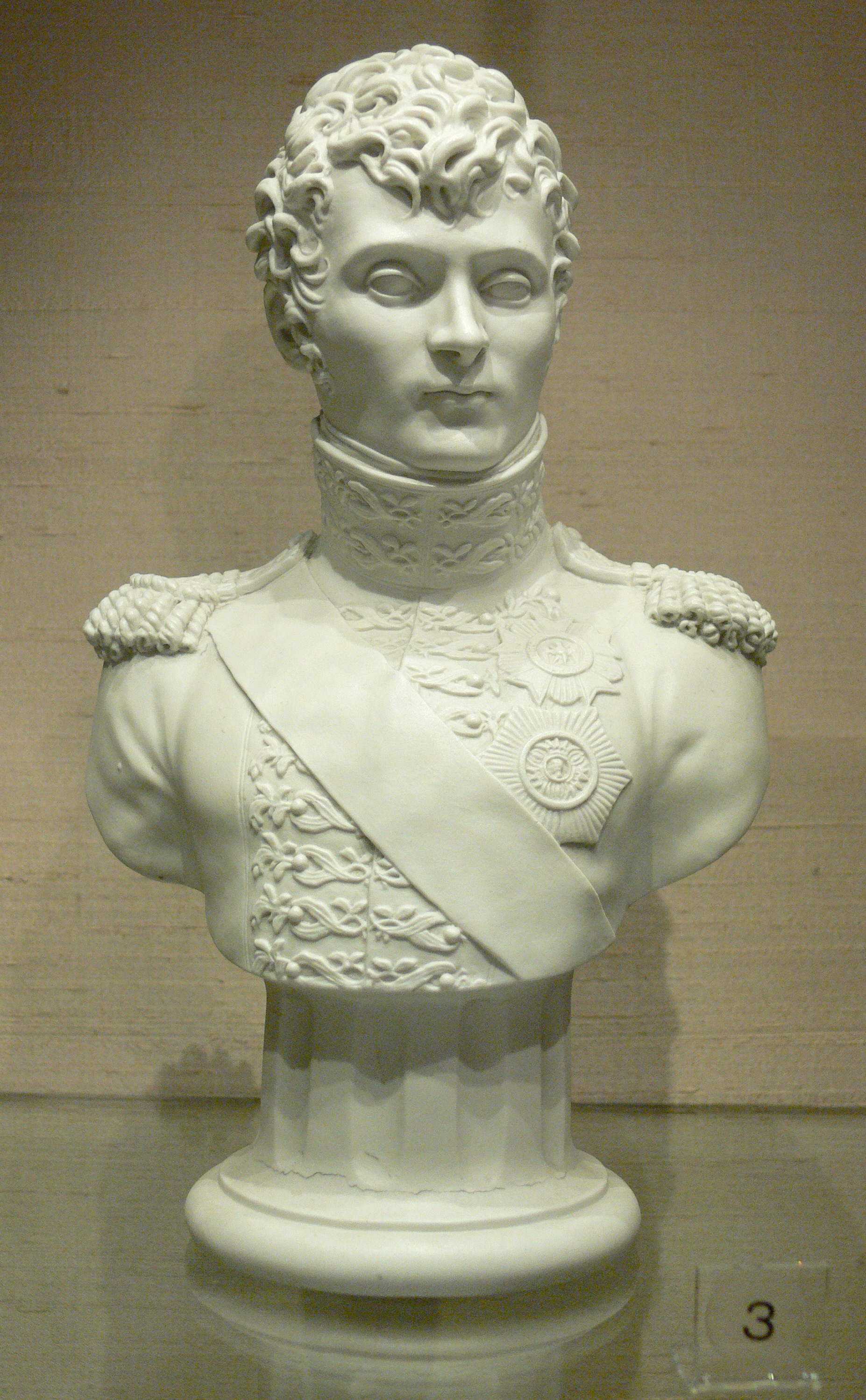
Büste: Jérôme Bonaparte,
Karl Heinrich Schwarzkopf, um 1811

Karl Heinrich Schwarzkopf (* um 1763; † 1. Dezember 1846) war ein deutscher Modelleur und Bildhauer.

## Leben und Werk
Schwarzkopf lernte bei der Königlichen Porzellan-Manufaktur in Berlin. Im Rahmen von deren Fortbildungskooperation mit der Akademie der Künste blieb er auch nach seiner Freisprechung um 1790 noch ein Schüler von Johann Gottfried Schadow.
Er war im Anschluss zunächst an der Berliner Porzellanmanufaktur tätig, darauf von 1805 bis 1811 an der Porzellanniederlage in Braunschweig.
Ab 1811 arbeitete er gemeinsam mit dem zeitweiligen Lehrer Rauchs, Johann Christian Ruhl, als Modelleur für die Porzellanmanufaktur Fürstenberg in Fürstenberg an der Weser. Dort schuf er die Büsten Napoleons und seines Bruders König Jérôme von Westfalen (um 1811) und seiner Ehefrau Katharina von Württemberg (um 1807) aus Biskuitporzellan. Er wurde nach seiner Tätigkeit als Modelleur Gastwirt.